# بانک فدرال رزرو ریچموند
بانک فدرال رزرو ریچموند (به انگلیسی: Federal Reserve Bank of Richmond) یکی از ۱۲ شعبهٔ فدرال رزرو ایالات متحده آمریکا است و در شهر ریچموند، ویرجینیا قرار دارد.
این بانک مناطقی از ۶ ایالت مریلند، ویرجینیا، ویرجینیای باختری، کارولینای شمالی، کارولینای جنوبی، و واشینگتن دی.سی. را پوشش می‌دهد.